# Теренуры
Теренуры (лат. Terenura) — род птиц из семейства типичных муравьеловковых (Thamnophilidae). Распространены в Южной Америке в южной части Атлантического леса на востоке и юго-востоке Бразилии, востоке Парагвая и северо-востоке Аргентины. Естественными местами обитания представителей рода являются субтропические или тропические влажные низменные леса и субтропические или тропические влажные горные леса.

## Список видов
В состав рода включают 2 вида:
- Terenura maculata (Wied-Neuwied, 1831) — Пестроголовая теренура
- Terenura sicki Teixeira et Gonzaga, 1983

Ранее в состав рода включали 6 видов. По результатам генетического исследования 2012 года четыре вида были перемещены в новый род Euchrepomis.